# Адам, Анри Альберт
Анри (Генрих) Альберт (Альбер) Адам, также Андрей Александрович Адан; фр. Henri Albert Adam; 27 июля 1766, Женева, Женева — 17 [29] сентября 1820 или 29 сентября 1820[…], Санкт-Петербург) — французский живописец по фарфору, рисовальщик, эмальер. Работал на Севрской фарфоровой мануфактуре и в России, на Императорском фарфоровом заводе в Санкт-Петербурге.

## Биография
Анри Альберт родился в 1766 году в Женеве в семье Луи Александра Адама, художника по эмали.
В 1806—1807 годы работал на Севрской фарфоровой мануфактуре.
По рекомендации Ф. И. Лабенского, хранителя картинной галереи Эрмитажа, был приглашён в 1807 году графом Д. А. Гурьевым, в то время директором Императорского фарфорового завода  в качестве главного живописца и рисовальщика завода для выполнения особо ответственных заказов, наблюдения за мастерами и обучения учеников. В 1813 году уступил должность живописца и модельмейстера завода Ж. Ф. Свебаху, но продолжал работать художником.
Награждён Орденом Святой Анны 3-й степени (июль 1820). Скончался в Санкт-Петербурге 17 (29) сентября 1820 года.

## Творчество
Анри-Альберт Адам выполнял рисунки для изделий завода, занимался живописью на фарфоре, литографией. В 1812 году выполнял зарисовки Бородинской битвы . Он автор картины «Святое семейство», хранящейся в Эрмитаже, портрета князя М. С. Воронцова, портрет Fortuné de Rochedragon (1775—1803).
Стиль живописных миниатюр Адама на фарфоре отличался тонкостью рисунка и выверенностью цветовых отношений, особенно заметных в сравнении с творчеством мастеров предыдущего периода. Адам использовал редкую в то время технику пунктира, позволявшую воспроизводить на фарфоре сложные тональные градации миниатюрных рисунков и акварелей. В архивных документах отмечено: «Он взялся писать разного рода живопись на фарфоре, учить сему искусству и делать рисунки для вещей лучшего вкуса», используя «особый известный ему приём в обработке».
С именем Адама, отчасти, связано выполнение ответственного заказа — «Гурьевского сервиза» (заказанного в 1809 году графом Д. А. Гурьевым для Императорского Кабинета), рассчитанного на 50 кувертов (сохранилось около 820 предметов). Сервиз создавали в период национального романтизма и вначале он именовался «русским». Скульптурную часть выполнял главный модельмейстер завода С. С. Пименов, живописную (на тему «Народы России») — Адам с помощниками, заканчивал с 1813 года Ж.-Ф. Свебах.

## Комментарии
1. ↑  В «Русском биографическом словаре»[8] указан год рождения 1770.
2. ↑  По другим данным[6] — в 1808 году.
3. ↑  Выставлялся на аукционе Christies в 1989 году[11].